# Matt Lucas
Pour les articles homonymes, voir Lucas.
Matt Lucas, né Matthew Richard Lucas le 5 mars 1974 à Paddington en Angleterre au Royaume-Uni, est un acteur, scénariste, réalisateur et producteur britannique, surtout connu pour la série Little Britain, et plus récemment pour son rôle dans Doctor Who.

## Biographie
Matthew Richard Lucas est né à Paddington, Londres. Il passe sa jeunesse auprès de sa mère Diana Lucas, née Williams, et de son père John Stanley Lucas qui mourut d'infarctus du myocarde en 1996. Il grandit avec son frère aîné Howard à Stanmore, un quartier londonien. Victime d'une pelade décalvante (Alopécie) depuis sa naissance (maladie auto-immune qui provoque la perte de cheveux et/ou poils), il s'en est expliqué dans une interview qu'il a inconséquemment attribué aux divers événements, y compris une réaction retardée à un accident de voiture. Il perd tous ses cheveux six ans après sa naissance.
Il a été éduqué à Haberdashers' Aske's Boys' School, dans la même école que les acteurs comiques David Baddiel et Sacha Baron Cohen. Il a étudié les cours dramatiques au Faculty of Arts à l'Université de Bristol entre 1993 et 1995.

### Vie privée
En décembre 2006, il conclut un civil partnership, équivalent du pacte civil de solidarité en France, avec son petit ami Kevin McGee, également producteur, avant d'annoncer sa dissolution en octobre 2008. Kevin McGee se suicide par pendaison chez lui, en octobre 2009, après avoir laissé une lettre d'adieu sur Facebook.
Matt Lucas est un grand supporteur d'Arsenal.

## Filmographie

### Cinéma
- 2009 : Astro Boy, de David Bowers
- 2010 : Gnoméo et Juliette
- 2010 : Alice au Pays des Merveilles, de Tim Burton
- 2010 : Les Misérables ( Concert 25e Anniversaire ) : M. Thénardier
- 2011 : Mes meilleures amies, de Paul Feig
- 2013 : A Very Englishman (The Look of Love) de Michael Winterbottom : Divine
- 2013 : Small apartments de Jonas Akerlund : Franklin Franklin
- 2014 : En secret (In Secret) de Charlie Stratton : Olivier
- 2014 : Paddington de Paul King : Chauffeur de Taxi
- 2016 : Alice de l'autre côté du miroir de James Bobin : Tweedledee / Tweedledum
- 2019 : Polar de Jonas Åkerlund : Mr Blut
- 2023 : Wonka de Paul King
- 2024 : Gladiator 2 de Ridley Scott

### Séries télévisées
- 1993-2009 : Shooting Stars
- 2003-2006 : Little Britain
- 2005 : Casanova
- 2008 : Little Britain USA
- 2009 : Kröd Mändoon and the Flaming Sword of Fire
- 2010 : Come Fly With Me
- 2013 : Community
- 2015 : Bienvenue chez les Huang (saison 2 épisode 2) : Mr Fisher
- 2015 : Pompidou : Pompidou P. Pompidou
- 2015-2017 : Doctor Who : Nardole
- 2020 : Doctor Who : The Best of Days : Nardole (mini-épisode)

### Téléréalité
- 2008 : Big Brother: Celebrity Hijack

### Documentaire
- 2012 : The Great Pretender: Freddy Mercury (Arte)